# Bistum Pitigliano-Sovana-Orbetello
Das Bistum Pitigliano-Sovana-Orbetello (lat.: Dioecesis Pitilianensis-Soanensis-Urbetelliensis, ital.: Diocesi di Pitigliano-Sovana-Orbetello) ist eine in Italien gelegene römisch-katholische Diözese mit Sitz in Pitigliano.

## Geschichte
Das Bistum Pitigliano-Sovana-Orbetello wurde im 7. Jahrhundert als Bistum Sovana errichtet. Am 23. April 1459 wurde das Bistum Sovana dem Erzbistum Siena als Suffraganbistum unterstellt. 1844 wurde das Bistum Sovana in Bistum Sovana-Pitigliano umbenannt.
Das Bistum Sovana-Pitigliano wurde am 25. März 1981 in Bistum Sovana-Pitigliano-Orbetello umbenannt. Am 30. September 1986 wurde das Bistum Sovana-Pitigliano-Orbetello durch die Kongregation für die Bischöfe mit dem Dekret Instantibus votis in Bistum Pitigliano-Sovana-Orbetello umbenannt.
Am 19. Juni 2021 verfügte Papst Franziskus die Vereinigung des Bistums Pitigliano-Sovana-Orbetello in persona episcopi mit dem Bistum Grosseto. Bischof der so vereinigten Bistümer wurde der bisherige Bischof von Pitigliano-Sovana-Orbetello, Giovanni Roncari OFMCap, dem 2024 Bernardino Giordano nachfolgte.

## Siehe auch

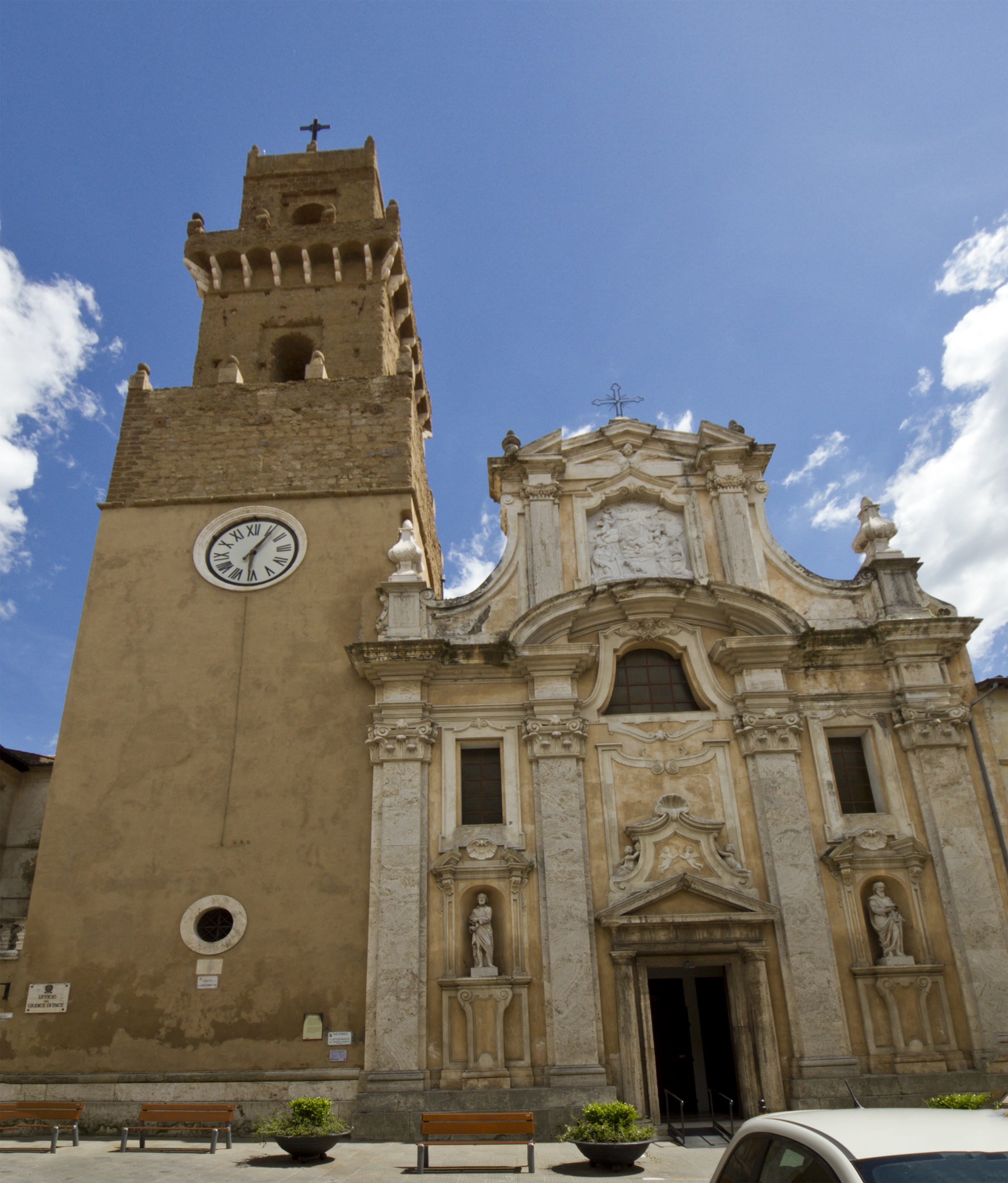
Kathedrale Santi Pietro e Paolo in Pitigliano

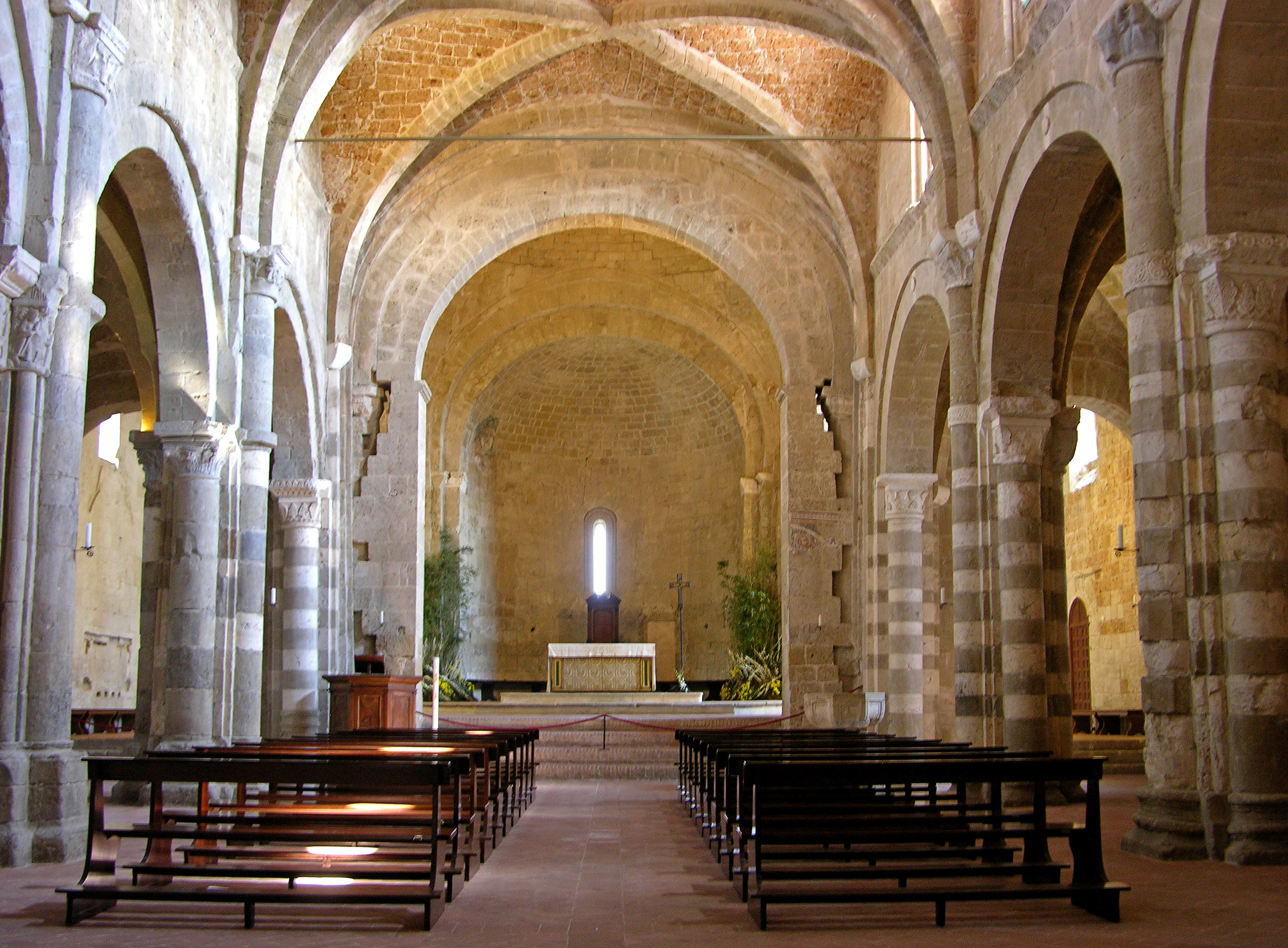
Konkathedrale Santi Pietro e Paolo in Sovana
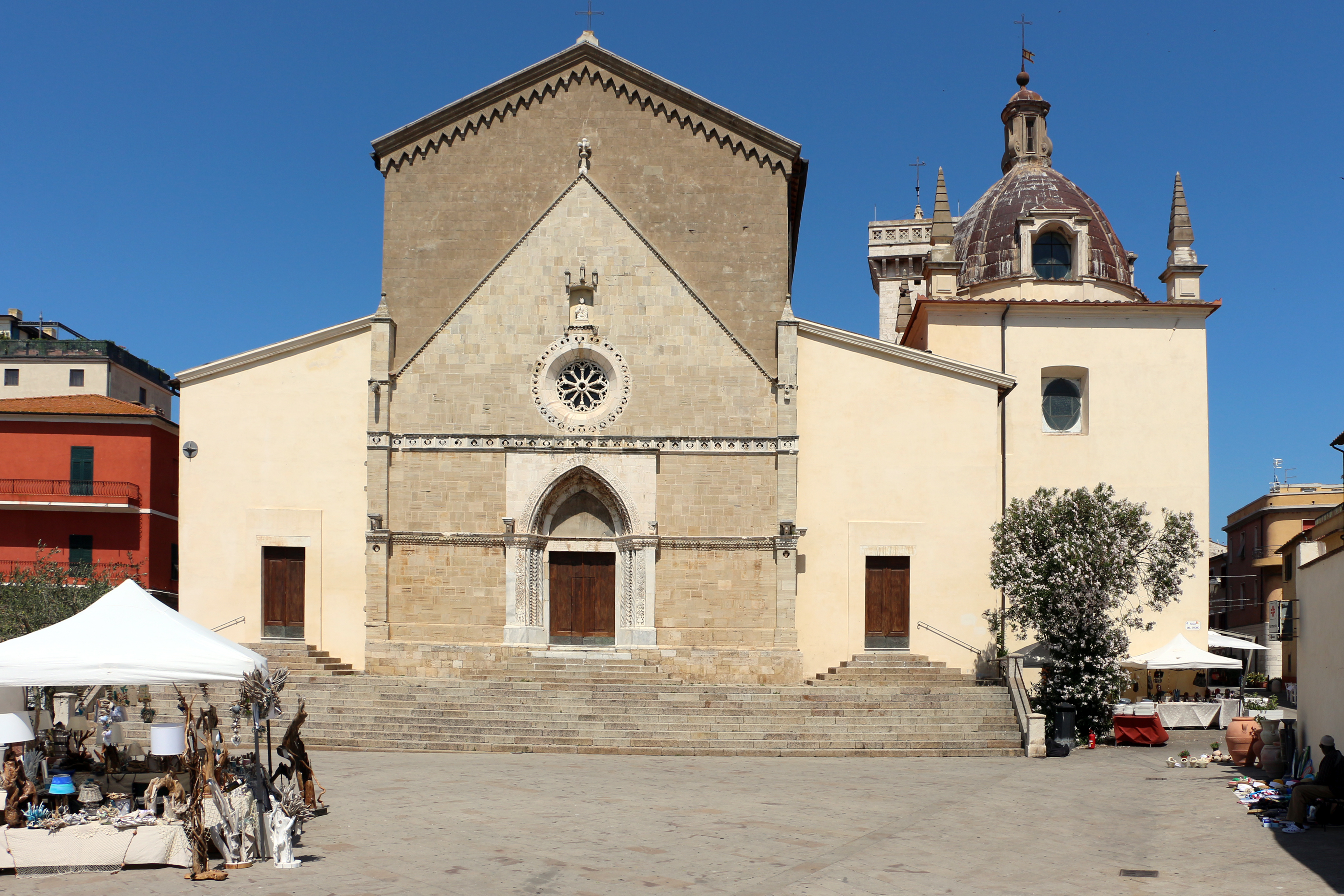
Konkathedrale Santa Maria Assunta in Orbetello